# 627520 Corbey
627520 Corbey este o planetă minoră (asteroid) din centura de asteroizi. A fost descoperită pe 4 septembrie 2013 la Piszkéstetői Obszervatórium⁠(d) de Krisztián Sárneczky⁠(d). 
Obiectul prezintă o orbită caracterizată de o semiaxă mare de 3,1208823975241 UAi, o excentricitate de 0,2537375003708, o înclinație de 9,7048756929912 ° în raport cu ecliptica.